# Pivovar Březnice
Pivovar Herold sídlí ve městě Březnice v okrese Příbram, v hospodářské části tamního zámeckého areálu (ve východním sousedství zámku Březnice, při severním postranním vstupu do zámeckého parku). První dochovaná zmínka o něm pochází již z roku 1506, kdy Václav Zmrzlík ze Svojšína prodal zdejší panství i s pivovarem nejvyššímu písaři království českého Zdenku Malovcovi z Chejnova za čtyři tisíce pět set českých grošů.
Jedná se o malý pivovar, jehož větší část produkce je určena na vývoz. Pivo je zde dodnes vyráběno klasickou metodou kvašením v otevřených kádích na spilce a dokvašováno v ležáckých sklepích. V jeho produkci najdeme piva v českých krajích méně obvyklá – například pšeničný ležák. Pivovar patřil dlouhou dobu pod Výzkumný ústav pivovarský a sladařský (VÚPS) se sídlem v Praze. Jednu dobu se v něm vyráběl pivní polotovar umožňující výrobu piva doma. Historicky nejvíce piva bylo vystaveno v roce 1992, a to 55 863 hl.
V roce 2008, kdy byl pivovar ve špatné ekonomické situaci, jej zakoupila pražská investiční a konzultační společnost Ballena podnikatele Marka Šoltése. Předchozím provozovatelem byla firma Pivovar Herold Breznice Holdings USA, ovládaná americkými finančními fondy.
Pivovar negativně zasáhla pandemie covidu-19 a musel také čelit zpřísňující se legislativě a zvyšujícím se nákladům na provoz. V roce 2023 pivovar utržil za výrobky a služby cca 11,4 milionu korun a skončil ve ztrátě 2,7 milionu Kč. Na začátku června 2025 vyšly zprávy o přerušení výroby piva. Hlavním důvodem měly být vysoké provozní náklady. Pivovar nyní (červen 2025) hledá způsob na obnovení výroby a zahájil jednání s potencionálními partnery.

## Stručná historie pivovaru
- 1506 první zmínka o pivovaru jako o majetku pánů Malovcových z Chejnova
- cca 1600–1623 majetek pánů Lokšanů
- cca 1700 majetek hrabat Kolowratů Krakovských, Kolowratský erb s orlicí zdobí etikety březnického piva Herold do současnosti.
- od roku 1872 majetek hrabat Pálffyů
- 1906 požár zcela zničil celé křídlo rozsáhlé pivovarské budovy
- 1945 byl pivovar jako majetek hrabat Pálffyů z Erdödů znárodněn a byl následně součástí
- 1950–1950 Brdské pivovary n. p.
- 1951–1952 Berounsko-rakovnické pivovary n. p.
- 1953–1953 Chodské pivovary n. p.
- 1954–1957 Brdské pivovary n. p.
- 1958–1959 Berounsko-rakovnické pivovary n. p.
- 1960–1988 Středočeské pivovary n. p.
- 1989–1997 Pivovary a sladovny s. p. vědeckotechnické a obchodní služby Praha, provoz Březnice,[2] dnes Výzkumný ústav pivovarský a sladařský, a. s.
- 2008 – pivovar koupila společnost Ballena a.s.

## Produkty pivovaru
- Světlé pivo Herold 10°
- Ležák Herold 12°
- Pšeničný ležák Herold 12°
- Polotmavý speciál Herold 14°
- Černý speciál Herold 13°
- Střízlík Herold – nealkoholický

### Limitovaná edice
- Herold Bastard
- Bohemian Bronze Lager
- Světlé silné pivo - EXTRA STRONG LAGER

Při příležitosti výročí 515 let pivovaru byl v roce 2021 uvařen světlý spodně kvašený Výroční speciál 1506.

## Zajímavosti
Pro generace Březničanů je takřka neodmyslitelným „doplňkem“ pivovaru hnízdo na komíně, v němž každým rokem vyvádějí mláďata čápi bílí – odtud se pivovaru též přezdívá „Čápovar“. Symbol letícího čápa se také používal na etiketách březnického piva v době kdy pivovar byl součástí podniku Středočeské pivovary n.p., před listopadem 1989 a kdy se ještě nepoužíval obchodní název Herold.
V roce 2005 pivovar navštívil anglický spisovatel a novinář Michael Jackson (1942–2007), nazývaný též pivní guru pro svou popularizaci piva po celém světě. Z ochutnaných piv nejvíce kvitoval pšeničné, svrchně kvašené pivo, 13% tmavé speciální pivo a 14% polotmavé speciální pivo.

## Ocenění
Pivovar získal v uplynulých 15 letech 135 diplomů, čestných uznání a dalších ocenění české i zahraniční provenience. Stalo se tak např. v soutěži CEREVISIA SPECIALIS – Pivní speciál roku 2021.